# Callinectes
Callinectes is een geslacht van zwemkrabben.

## Soortenlijst
Volgende soorten zijn beschreven:
- Callinectes affinis Fausto Filho, 1980
- Callinectes amnicola (Rochebrune, 1883)
- Callinectes arcuatus Ordway, 1863
- Callinectes bellicosus Stimpson, 1859
- Callinectes bocourti A. Milne-Edwards, 1879
- Callinectes danae Smith, 1869
- Callinectes diacanthus
- Callinectes exasperatus (Gerstaecker, 1856)
- Callinectes gladiator Benedict, 1893
- Callinectes marginatus (A. Milne-Edwards, 1861)
- Callinectes ornatus Ordway, 1863
- Callinectes pallidus (Rochebrune, 1883)
- Callinectes rathbunae Contreras, 1930
- Callinectes sapidus Rathbun, 1896
- Callinectes similis Williams, 1966
- Callinectes toxotes Ordway, 1863